# Yeniçağa
Yeniçağa là một huyện thuộc tỉnh Bolu, Thổ Nhĩ Kỳ. Huyện có diện tích 130 km² và dân số thời điểm năm 2007 là 8528 người, mật độ 66 người/km².